# Grammia lugubris
Grammia lugubris là một loài bướm đêm thuộc phân họ Arctiinae, họ Erebidae.